# Samborowice (Przeworno)

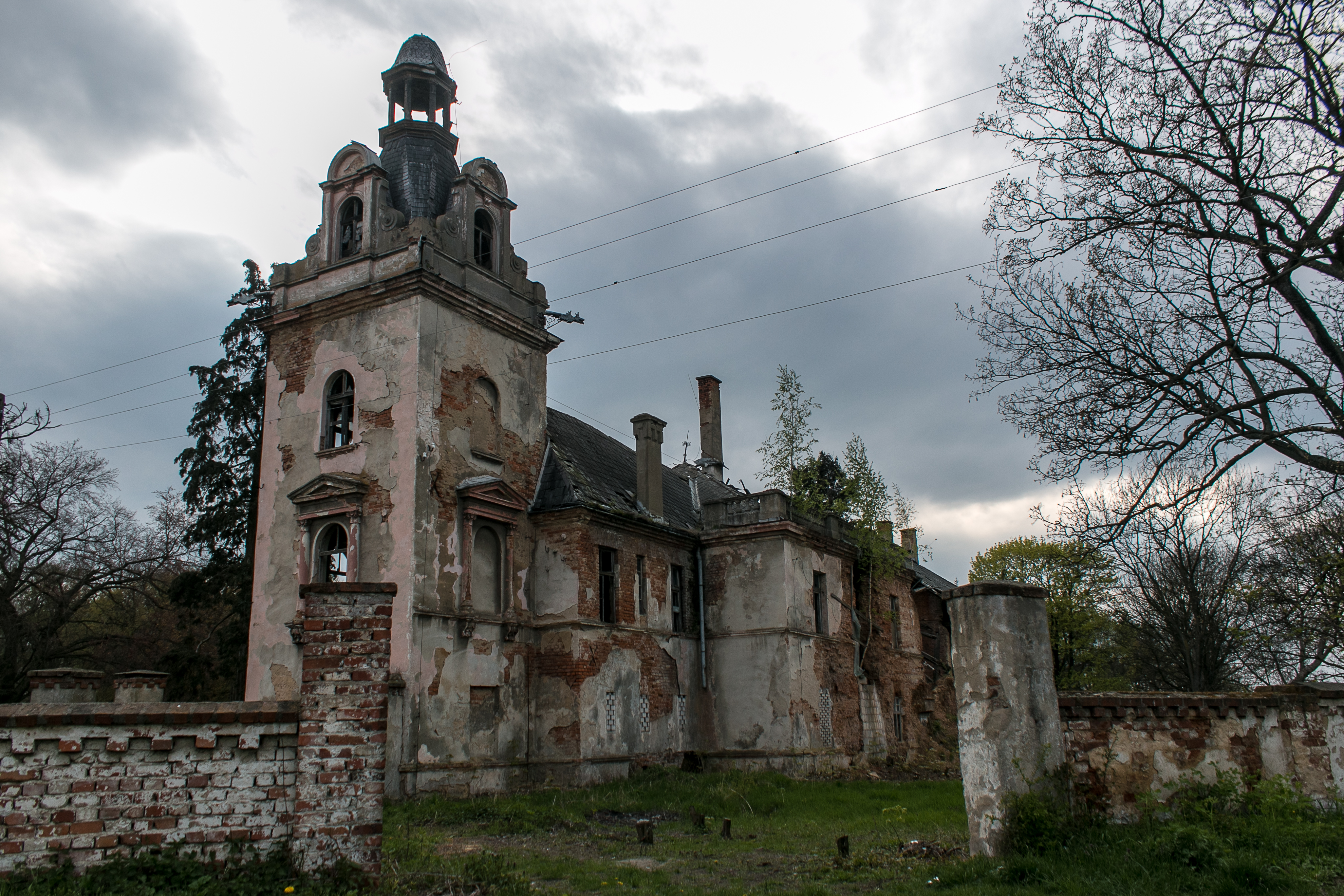
Schloss Altschammendorf

Samborowice (deutsch Altschammendorf, vor 1943 Alttschammendorf bzw. Alt Tschammendorf, bis ins 19. Jahrhundert Polnisch Tschammendorf) ist ein Ort in der Landgemeinde Przeworno (Prieborn) im Powiat Strzeliński (Kreis Strehlen), der Woiwodschaft Niederschlesien in Polen.

## Lage
Östlich von Samborowice verläuft die Grenze zwischen der Woiwodschaft Niederschlesien und der Woiwodschaft Oppeln. Nachbarorte sind Mokrzyce im Westen, Jagielno (Deutsch Jägel) im Nordwesten, Rogów (Rogau) im Norden, Bogdanów (Boitmannsdorf) im Südosten und Jaszów (Seiffersdorf) im Süden. 

## Geschichte
Das 1383 in einem Lehensbrief erwähnte Polnisch Tschammendorf gehörte von Anfang an zum Herzogtum Brieg, das ab 1329 ein Lehen der Länder der Krone Böhmen war. Es wurde von den Schlesischen Piasten regiert und fiel 1675 erledigtes Lehen durch Heimfall an den böhmischen Landesherrn. Besitzer waren Hans und Heinz von Borschnitz, die das Gut 1469 an Georg von Pogrell verkauften. Nachfolgende Besitzer waren der k. k. Kämmerer Georg Philipp Anton Reichsgraf von Arco († 24. November 1752 in Breslau), auf Polnisch Tschammendorf, verheiratet mit Anna Maria Freiin von Frankenberg und Proschlitz auf Polnisch Tschammendorf in Oberschlesien.
Nach dem Ersten Schlesischen Krieg wurde Polnisch Tschammendorf 1741/42 mit dem größten Teil Schlesiens von Preußen annektiert. Die alten Verwaltungsstrukturen wurden aufgelöst und Polnisch Tschammendorf in den Landkreis Strehlen eingegliedert, mit dem es bis 1945 verbunden blieb. 1783 bestand das von Wäldern umgebene Dorf aus 18 Feuerstellen und gehörte der Josepha Gräfin von Sobeck. 1845 besaß das Gut ein Rittmeister a. D. von Dresky. Damals bestanden im Ort 27 Häuser, ein herrschaftliches Schloss, ein Vorwerk, 162 Einwohner (80 katholisch und der Rest evangelisch), evangelische Kirche zu Mittel-Schreibendorf, katholische Kirche zu Gläsendorf, eine Brauerei, vier Handwerker, zwei Händler und 65 Rinder.
Seit 1874 gehörte Alttschammendorf zum Amtsbezirk Schreibendorf. 1943 erfolgte die Umbenennung der Gemeinde in Altschammendorf.
Als Folge des Zweiten Weltkriegs fiel Altschammendorf 1945 mit dem größten Teil Schlesiens an Polen. Nachfolgend wurde es in Samborowice umbenannt. Die einheimische deutsche Bevölkerung wurde – soweit sie nicht vorher geflohen war – vertrieben. Die neu angesiedelten Bewohner stammten teilweise aus Ostpolen, das an die Sowjetunion gefallen war. Von 1975 bis 1998 gehörte Samborowice zur Woiwodschaft Wałbrzych. 

## Sehenswürdigkeiten
- Schloss Altschammendorf[5]
- Landschaftspark